# Votomita cupuliformis
Votomita cupuliformis là một loài thực vật có hoa trong họ Mua. Loài này được Morley & Almeda miêu tả khoa học đầu tiên năm 1995.